# Distrikt Lomas
Der Distrikt Lomas liegt in der Provinz Caravelí in der Region Arequipa im Südwesten von Peru. Der Distrikt wurde am 22. Oktober 1935 gegründet. Er hat eine Fläche von 1588,41 km². Beim Zensus 2017 wurden 1477 Einwohner gezählt. Im Jahr 1993 lag die Einwohnerzahl bei 821, im Jahr 2007 bei 1183. Sitz der Distriktverwaltung ist die auf einer Landzunge an der Pazifikküste gelegene Kleinstadt Lomas mit 1402 Einwohnern (Stand 2017). Dort befindet sich das Nationalreservat Punta Lomas. Westlich von Lomas befindet sich die Playa Mansa de Lomas, östlich die Playa Brava de Lomas.

## Geographische Lage
Der Distrikt Lomas liegt im äußersten Westen der Provinz Caravelí. Er besitzt eine etwa 33 km lange Küstenlinie am Pazifischen Ozean und reicht etwa 37 km ins Landesinnere. Das Gebiet besteht ausschließlich aus Wüste. Die Nationalstraße 1S (Panamericana) verläuft unweit der östlichen Distriktgrenze von Nordwesten kommend. Ein Abzweig führt zu Lomas.
Der Distrikt Lomas grenzt im Westen an den Distrikt Marcona (Provinz Nazca) sowie im Osten an den Distrikt Bella Unión.